# Acrocephalus rufescens
Acrocephalus rufescens е вид пойна африканска птица от разред Врабчоподобни.

## Разпространение
Птицата обитава цаблатени местности обрасли с тръстика. Среща се в Субсахарска Африка в страните Ангола, Ботсвана, Бурунди, Камерун, ЦАР, Чад, ДР Конго, Република Конго, Екваториална Гвинея, Габон, Гана, Кения, Мали, Мавритания, Намибия, Нигерия, Руанда, Сенегал, Судан, Танзания, Того, Уганда, Замбия и Зимбабве.

### Подвидове
- Acrocephalus rufescens rufescens
- Acrocephalus rufescens senegalensis
- Acrocephalus rufescens chadensis
- Acrocephalus rufescens ansorgei